# Nicole Kidman
Nicole Mary Kidman (Honolulu, 20. lipnja 1967.) je australska i američka glumica, jedna od najpoznatijih glumica sadašnjice.

## Životopis
Nicole Kidman je rođena kao prva od dvije kćeri u obitelji Janelle Ann Glenny i Anthonyja Davida Kidmana.  U to vrijeme živjeli su u Honoluluu, gdje je njen otac završavao studij. Sljedeće tri godine borave u Washingtonu. Od 1970. godine živi u Sydneyu u Australiji. U Melbourneu i Sydneyu je i studirala glumu, a već od šesnaeste godine počinje s glumačkim angažmanima.
Postala je poznata 1989. kada je snimila film Dani Groma s budućim suprugom Tomom Cruiseom, a proslavila ju je uloga Susanne Stone Moretto u filmu Žena za koju se umire iz 1995. godine i tada je dobila mnoge nagrade, uključujući Zlatni globus za glavnu glumicu u komediji.
1998. godine je glumila na Broadwayu u kazališnom komadu Blue Room za koji je dobila velika priznanja kritike, a 1999. u filmu Oči širom zatvorene Stanleyja Kubricka, opet s mužem Tomom Cruiseom.
Njih dvoje se rastaju 2001. godine i odmah poslije razvoda dolaze njeni najcjenjeniji filmovi. 2001. je izašao Moulin Rouge, osvajač tri Zlatna globusa (a i Nicole je dobila za glavnu glumicu u komediji/mjuziklu) i dva Oscara, a Kidmanova je po prvi puta nominirana za Oscara ali je izgubila od Halle Berry u filmu Monster's Ball.
Sljedeće godine je glumila u odličnoj drami Sati uz Meryl Streep i Julianne Moore. Za tu ulogu osvojila je Oscara za glavnu žensku ulogu. 
Kidman je osvojila i mnoge druge nagrade - između ostalog i Zlatni globus i BAFTA nagradu.
2003. godine je bila najtraženija glumica Hollywooda, a 2004. i 2005. su se očekivale nove nominacije za filmove Studengora i Dogville ali nije dobila nominacije.
U braku je s country glazbenikom Keithom Urbanom.  Majka je četvero djece (kćer i sin iz prvog te dvije kćeri iz sadašnjeg braka).

## Djela (filmografija)
Izbor iz filmografije Nicole Kidman.
- BMX banditi (BMX Bandits) (1983.)
- Bush Christmas (1983.)
- Wills & Burke (1985.)
- Archer's Adventure (1985.)
- Windrider (1986.)
- Watch the Shadows Dance (1987.)
- The Bit Part (1987.)
- Smaragdni grad (Emerald City) (1988.)[7]
- Dead Calm (1989.)
- Dani groma (Days Of Thunder) (1990.)[8]
- Flert (Flirting) (1991.)[9]
- Billy Bathgate (1991.)
- Daleki horizonti (Far and Away) (1992.)[10]
- Pakost (Malice) (1993.)[11]
- Moj život (My Life) (1993.)[12]
- Žena za koju se umire (To Die For) (1995.)[13]
- Batman zauvijek (Batman Forever) (1995.)
- The Leading Man (1996.)
- Portret dame (The Portrait of a Lady) (1996.)[14]
- Mirotvorac (The Peacemaker) (1997.)[15]
- Magija (Practical Magic) (1998.)
- Oči širom zatvorene (Eyes Wide Shut) (1999.)[16]
- Stanley Kubrick: A Life in Pictures (2000.), dokumentarni film
- Moulin Rouge! (2001.)
- Uljezi (Los Otros/The Others) (2001.)[17]
- Ljubav prije svega (Birthday Girl) (2001.)[18]
- Sati (The Hours) (2002.)
- Dogville (2003.)[19]
- Dogville Confessions (2003.), dokumentarni film
- Tragovi na duši (The Human Stain) (2003.)[20]
- Studengora (Cold Mountain) (2003.)
- Stepfordske supruge (The Stepford Wives) (2004.)[21]
- Rođenje (Birth) (2004.)[22]
- Prevoditeljica (The Interpreter) (2005.)[23]
- U naručju vještice (Bewitched) (2005.)[24]
- Svijet Diane Arbus (Fur: An Imaginary Portrait of Diane Arbus) (2006.),[25]
- Ples malog pingvina (Happy Feet) (2006.)[26]
- Invazija (The Invasion) (2007.)[27]
- Margot na vjenčanju (Margot at the Wedding) (2007.)[28]
- Zlatni kompas (The Golden Compass) (2007.)[29]
- Australija (Australia) (2008.)[30]
- Devet (Nine) (2009.)[31]
- Zečja rupa (Rabbit Hole) (2010.)[32]
- Moja lažna žena (Just Go with It) (2011.)[33]
- Taoci (Trespass) (2011.)[34]
- Paperboy (The Paperboy) (2012.)[35]
- Stoker (2013.)[36]
- The Railway Man (2013.)[37]
- Grace od Monaka (Grace of Monaco) (2014.)[38]
- Prije nego što zaspim (Before I Go to Sleep) (2014.)[39]
- Medvjedić Paddington (Paddington) (2014.)[40]
- Strangerland (2015.)
- Kraljica pustinje (Queen of the Desert) (2015.)[41]
- The Family Fang (2015.)
- Tajna u njihovim očima (Secret in Their Eyes) (2015.)

## Vanjske poveznice
- Nicole Kidman Official  Arhivirana inačica izvorne stranice od 18. kolovoza 2012. (Wayback Machine), službene stranice Nicole Kidman (engl.)
- Nicole Kidman na IMDB (engl.)
- Nicole Kidman životopis i bibliografija o Nicole Kidman na www.encyclopedia.com (engl.)